# Besleria umbrosa
Besleria umbrosa är en tvåhjärtbladig växtart som beskrevs av Carl Friedrich Philipp von Martius. Besleria umbrosa ingår i släktet Besleria och familjen Gesneriaceae. Inga underarter finns listade i Catalogue of Life.